# Phacellodomus striaticeps
Phacellodomus striaticeps là một loài chim trong họ Furnariidae.